# خوسيه مارانهاو
خوسيه مارانهاو (6 سبتمبر 1933 - 8 فبراير 2021) سياسي برازيلي شغل منصب حاكم وسيناتور بارايبا. كان ابن بنجامين جوميز مارانهاو رئيس بلدية أرارونا السابق وبارايبا ودونا بينيديتا تارجينو مارانهاو (دونا يايا). متحالفًا مع حركة البرازيل الديمقراطية، كان ممثلًا للولاية وممثلًا فيدراليًا وعضو مجلس الشيوخ ونائب حاكم وحاكم ولاية بارايبا ثلاث مرات.
وقت وفاته كان بلا تفويض سياسي. توفي بسبب كوفيد 19 خلال الجائحة في البرازيل.

## السيرة الشخصية
بدأ حياته السياسية كممثل منتخب للدولة في عام 1955 لحزب العمال، وهو الحزب الذي أعيد انتخابه لفترتين متتاليتين. في عام 1967 تحالف مع حركة البرازيل الديمقراطية، وانتخب ممثلًا للدولة، وتولى زمام الأمور حتى عام 1969.
في عام 1982 تمت ترقيته إلى نائب فيدرالي، وتمكن من إعادة انتخابه في عام 1986 للتشريع 1987 - 1991. وفي عام 1990 عاد لمنصب الممثل الاتحادي، وانتخب في نفس العام للفترة 1991 - 1994.
في عام 1994 انتخب نائباً للحاكم لصالح أنطونيو ماريز، منهياً ولايته بوفاة المالك بعد نحو عشرة أشهر من توليه منصب الحاكم. في عام 1998 طعن في الترشح لإعادة انتخابه لحكومة الولاية من قبل حركة البرازيل الديمقراطية، حيث أرادت المجموعة التي يقودها السناتور رونالدو كونها ابنة عمدة كامبينا غراندي كاسيو كونها ليما، وإعطاء اسم رونالدو للاعتراض على الحكومة. بفارق ضئيل فاز مارانهاو ضد رونالدو في المؤتمر وتم ترشيحه مرشح حركة البرازيل الديمقراطية. في انتخابات الحاكم تم انتخابه بحوالي 80٪ من الأصوات، وكان الحاكم أكثر الأصوات في البلاد في ذلك العام من حيث النسبة المئوية، وبذلك أعيد انتخاب حاكم بارايبا.